# Semien

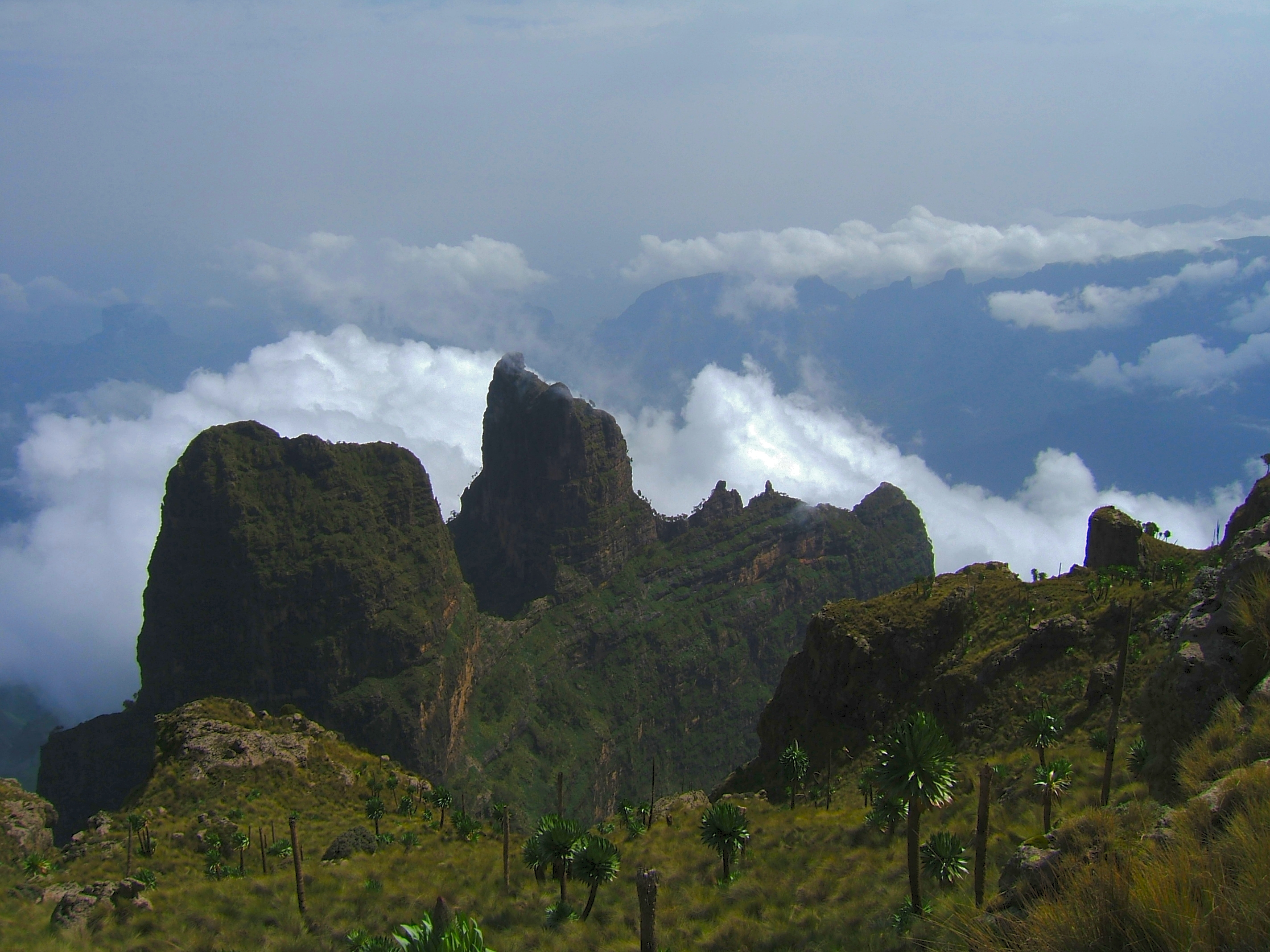
Góry Semien

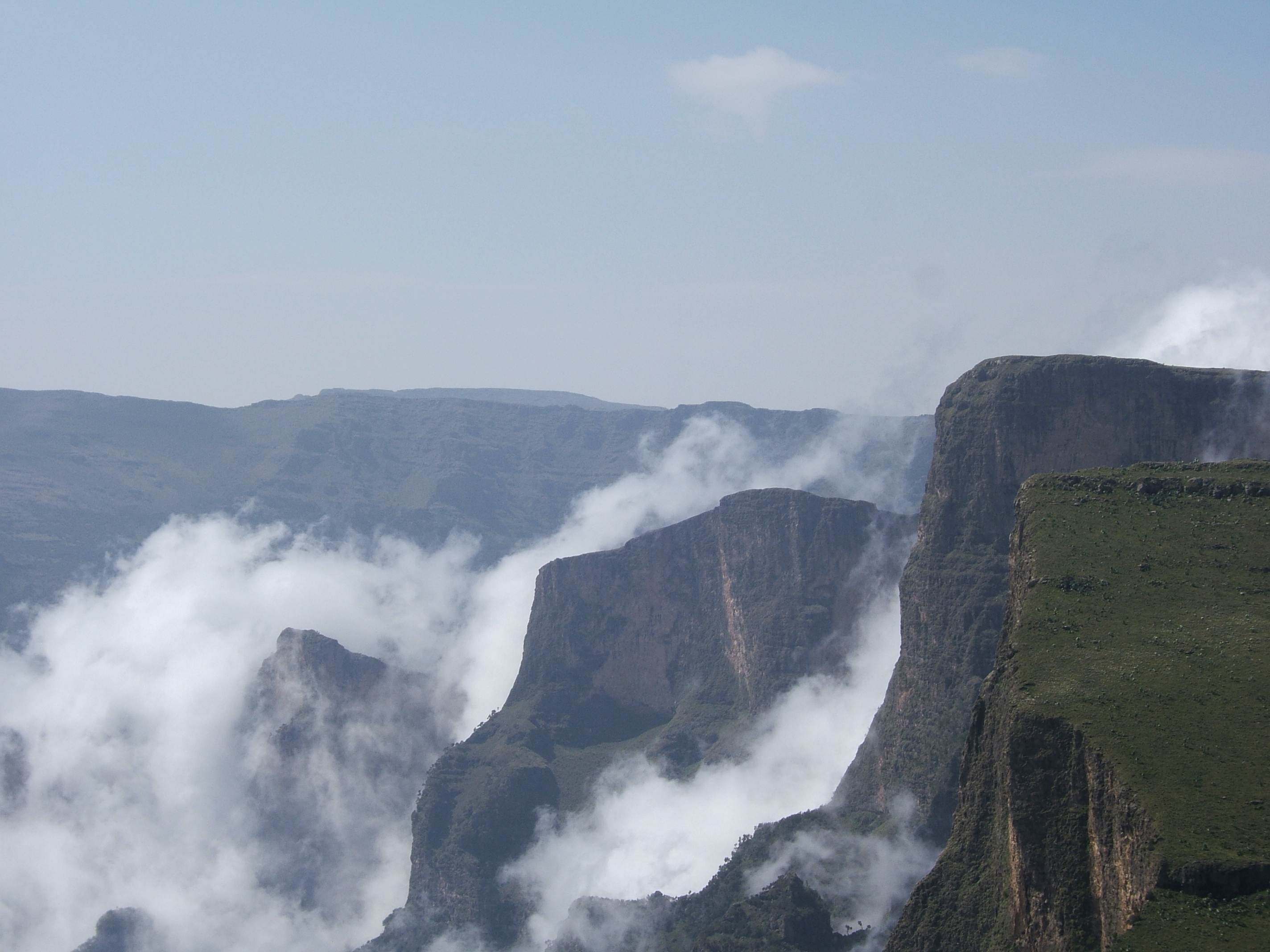
Góry Semien

Semien (amh. ሰሜን, Semēn) – pasmo górskie w północnej Etiopii, na północny wschód od miejscowości Gonder. Od południa, wschodu i północy otaczają je szerokim zakolem doliny rzek Menna i Tekkezje.
Charakterystyczną cechą rzeźby tych gór są rozległe płaskowyże i szczyty o płaskich wierzchołkach, okolonych ostrymi krawędziami. Między nimi biegną wąskie grzbiety i sterczą ostre iglice skalne. Płynące między nimi w okresach deszczowych cieki wodne wcięły się głęboko w podłoże i utworzyły olbrzymie jary i wąwozy. Najwyższe szczyty to: Ras Daszan (4543 m n.p.m.), Buahit (4437 m n.p.m.) i Abba Jaried (4460 m n.p.m.).
W wyższych partiach gór, gdzie niekiedy zdarzają się nawet opady śniegu, występują reliktowe lasy iglaste, sięgające do wysokości ok. 3000 m n.p.m. Powyżej można czasem spotkać karłowate jałowce. Znaczna część lasów padła ofiarą rabunkowych wyrębów.
Gatunki zwierząt charakterystyczne dla tego obszaru to ssaki – koziorożec abisyński, dżelada brunatna, szakal etiopski i ptaki – orłosęp brodaty, kruk grubodzioby.
Od 1969 roku obszar gór Semien o powierzchni 220 km² jest chroniony jako Park Narodowy Semien, a w 1978 roku został wpisany na listę światowego dziedzictwa UNESCO.